# Georg Pledl
Georg Pledl (* 21. September 1919; † 1994), auch „Schorsch“ gerufen, war ein deutscher Fußballspieler. Der Abwehrspieler des TSV München 1860 bestritt von 1945 bis 1953 in der seinerzeit erstklassigen Oberliga Süd 185 Punktspiele und erzielte neun Tore. Als er mit den „Löwen“ in der Zeit des Nationalsozialismus in der Gauliga Bayern aktiv war, gewann er am 15. November 1942 mit dem 2:0-Finalsieg über den FC Schalke 04 den Tschammerpokal.

## Karriere

### Gauliga (1938–1945)
Ab der Runde 1938/39 gehörte der als Verteidiger und Mittelläufer im damaligen WM-System einsetzbare „Schorsch“ Pledl der Ligamannschaft von München 1860 an. Er debütierte am 4. Dezember 1938 beim 3:1-Auswärtserfolg bei der SpVgg Fürth in der ersten Mannschaft der Blau-Weißen aus Giesing. Pledl erhielt wie auch andere Spieler der Sechziger – Rockinger, Schmidhuber, Schiller, Burger, beide Jandas, Ertl – sofort nach Kriegsbeginn den Einberufungsbescheid und die geschwächte Mannschaft belegte 1939/40 den siebten Platz. Als zur Kriegssaison 1940/41 mit Heinz Krückeberg und Ernst Willimowski zwei neue Angreifer zur Verfügung standen, gewann 1860 die Meisterschaft in der Bereichsklasse Bayern. In den Endrundenspielen um die deutsche Meisterschaft kam Pledl durch Kriegsumstände nicht zum Einsatz. Die „Löwen“-Abwehr trat in den Gruppenspielen zumeist mit den Feldspielern Georg Bayerer, Franz Schmeißer, Franz Graf, Josef Wendl und Franz Hammerl an. Unter Trainer Max Schäfer erreichten Pledl und Kollegen in der Saison 1941/42 den dritten Rang in Bayern. Im Reichsbundpokal agierte er am 9. November 1941 bei der 3:4-Niederlage gegen Köln/Aachen in der Elf von Bayern als Verteidiger an der Seite von Mitspielern wie Robert Bernard, Albin Kitzinger, Ludwig Janda und Hans Fiederer. Beim Städtespiel am 23. November 1941 von München gegen Sofia (1:1) vertrat der Abwehrspieler die Münchner Farben.
Im Wettbewerb um den Tschammerpokal 1942 erfuhr Pledl seinen größten sportlichen Erfolg. Nach Siegen über den SK Rapid Wien (5:3), Stuttgarter Kickers (3:1), SS SG Straßburg (15:1), dem FV Stadt Düdelingen (7:0) und TuS Lipine (6:0) setzte sich die Elf aus München auch am 15. November 1942 im Berliner Olympiastadion vor 80.000 Zuschauern überraschend im Endspiel gegen den Deutschen Meister des Jahres 1942, den FC Schalke 04 um Ernst Kuzorra und Fritz Szepan, durch. Pledl behauptete sich dabei in den Zweikämpfen gegen den Schalker Nationallinksaußen Adolf Urban. Die Presse lobte die Sechziger allgemein als verdienten Sieger, wobei man die Abwehr um Schmeisser, Pledl und Bayerer als entscheidenden Vorteil gegenüber den Schalkern sah. Als Siegprämie erhielten die Akteure des Pokalerfolgs je 180 RM, eine Urkunde, einen silbernen Siegelring und eine Uhr.

### Oberliga Süd (1945–1953)
Das beste Abschneiden mit den „Löwen“ in der Oberliga Süd erfuhr „Schorsch“ Pledl in der Saison 1947/48 mit dem Erreichen der Vizemeisterschaft. Der Abwehrstratege hatte 28 Ligaspiele (1 Tor) unter Trainer Max Schäfer an der Seite von Mitspielern wie Torjäger Otto Thanner (24 Tore), Franz Hammerl, Georg Bayerer und Fritz Sommer absolviert. Beim 2:1-Heimerfolg am 14. März 1948 gegen den 1. FC Nürnberg war das Stadion an der Grünwalder Straße mit 58.200 Zuschauern besucht. Das Endrundenspiel um die deutsche Fußballmeisterschaft am 18. Juli 1948 wurde in Worms gegen den 1. FC Kaiserslautern mit 1:5 Toren verloren. Am 2. Oktober 1949 verteidigte Pledl beim 2:2-Remis in München beim Repräsentativspiel in der Auswahl von Süddeutschland gegen Norddeutschland. Sein Gegenspieler war der Linksaußen Alfred Beck.
Die Spiele im Wettbewerb um den Länderpokal 1949/50 wurden zu einem Höhepunkt in der sportlichen Laufbahn des Abwehrspielers von München 1860. Das Finalspiel fand am 19. März 1950 in Stuttgart vor 89.000 Zuschauern gegen die Pfalz statt. Durch zwei Tore des Fürther Mittelstürmers Horst Schade gewann Bayern den Länderpokal 1949/50. Das Fehlen des verletzten Spielmachers Fritz Walter auf Seiten der Pfalz half dabei mit, dass die Defensivformation der Bayern-Elf mit Franz Süßmann (Torhüter), dem Verteidigerpaar Georg Pledl – Ludwig Merz und der Läuferreihe mit Gunther Baumann, Jakob Streitle und Herbert Moll ohne Gegentor blieb.
Unter Trainer Fred Harthaus absolvierte der Routinier in der Saison 1952/53 zwar nochmals 22 Ligaspiele (1 Tor) an der Seite von Kurt Mondschein, Ludwig Zausinger und dem jungen Ernst Wechselberger für die Sechziger, aber am Rundenende stiegen die „Löwen“ als Tabellenvorletzter in die 2. Liga Süd ab. Der Senior ging den Weg in die Zweitklassigkeit seines Vereines mit und hatte auch noch aktiv Anteil am Aufstieg in der Saison 1954/55. Er wurde in dieser Runde von Alfons Stemmer als Mittelläufer abgelöst und beendete im Sommer 1955 seine Spielerlaufbahn.